# Moments Like This (альбом)
Moments Like This — студийный альбом американской певицы Пегги Ли, выпущенный в 1993 году на лейбле Chesky Records. Последняя полноформатная студийная запись исполнительницы в карьере.

## Об альбоме
Вероятно, решение записать альбом было принято после серии успешных концертов Пегги Ли в ночном клубе Club 53 в августе 1992 года. Для альбома были выбраны самые популярные песни в карьере исполнительницы, многие из которых звучали во время тех самых концертов.
Поскольку лейбл Chesky Records не имел собственной студии звукозаписи, то подбирал подходящую студию для артиста индивидуально. Для Пегги Ли такой стала студия BMG Studio B в Нью-Йорке (по другим данным — студия RCA Studio A). Сессии проходили два дня, 8 и 9 сентября 1992 года. Аранжировки для альбома подготовил Майк Ренци.
На момент записи певице было уже 72 года, она не могла ходить и передвигалась на коляске. Сама она хотела оставить альбом неизданным, так как была не очень довольна звучанием своего голоса, но контрактные обязательства не позволили ей этого сделать. Певица также была благодарна продюсеру Дэвиду Чески за возможность записать новый альбом.

## Отзывы критиков
| Оценки критиков               | Оценки критиков |
| Источник                      | Оценка          |
| ----------------------------- | --------------- |
| AllMusic                      | [ 5 ]           |
| Encyclopedia of Popular Music | [ 7 ]           |

Рецензент издания AllMusic Скотт Яноу поставил альбому две звезды из пяти, отметив чувствительные аранжировки пианиста Майка Ренци и игру саксофониста Джерри Нивуда, которые выручали стареющую певицу в нужный момент, однако несмотря на искренность исполнения главной звезды, он констатировал, что голоса у Пегги Ли уже почти не было. Похожего мнения были и Чип Деффаа из Entertainment Weekly, который также отметил аранжировки Ренци и чувственное исполнение песен, но пришёл к выводу, что всё это не компенсируют болезненный вокал Ли.

## Список композиций
| №                   | Название                           | Автор(ы)                           | Длительность |
| ------------------- | ---------------------------------- | ---------------------------------- | ------------ |
| 1.                  | «I Don’t Know Enough About You»    | Дейв Барбур, Пегги Ли              | 2:46         |
| 2.                  | «I’m in Love Again»                | Сай Коулман, Пегги Ли, Билл Шлугер | 4:33         |
| 3.                  | «Why Don’t You Do Right?»          | Канзас Джо Маккой                  | 3:36         |
| 4.                  | «Remind Me»                        | Дороти Филдс, Джером Керн          | 4:07         |
| 5.                  | «Moments Like This»                | Бертон Лэйн, Фрэнк Лессер          | 2:35         |
| 6.                  | «Love Is Here to Stay»             | Джордж Гершвин, Айра Гершвин       | 4:21         |
| 7.                  | «Don’t Ever Leave Me»              | Оскар Хаммерстайн II, Джером Керн  | 3:20         |
| 8.                  | «Mañana (Is Soon Enough for Me)»   | Дейв Барбур, Пегги Ли              | 3:03         |
| 9.                  | «The Folks Who Live On the Hill»   | Оскар Хаммерстайн II, Джером Керн  | 3:53         |
| 10.                 | «’S Wonderful»                     | Джордж Гершвин, Айра Гершвин       | 3:22         |
| 11.                 | «Amazing»                          | Норман Гембел, Эмиль Стерн         | 3:08         |
| 12.                 | «Do I Love You?»                   | Сай Коулман                        | 3:45         |
| 13.                 | «You’re My Thrill»                 | Сидни Клэр, Джей Горни             | 4:13         |
| 14.                 | «Always True to You in My Fashion» | Сай Коулман                        | 2:56         |
| 15.                 | «Then Was Then»                    | Сай Коулман, Пегги Ли              | 4:08         |
| Общая длительность: | Общая длительность:                | Общая длительность:                | 53:46        |

## Участники записи
- Пегги Ли — вокал
- Майк Ренци[англ.] — фортепиано
- Джерри Нейвуд[англ.] — саксофон и флейта
- Тони Монте — синтезатор (6, 10, 11)
- Джей Леонхарт[англ.] — контрабас (3, 6, 10, 12)
- Стив Ласпина[англ.] — контрабас (1, 5, 8, 11, 14)
- Джей Берлинер[англ.] — электро- и акустическая гитара
- Питер Грант — ударные